# Enzo Facciolo
Enzo Facciolo (Milano, 2 ottobre 1931 – Milano, 13 agosto 2021) è stato un fumettista, disegnatore e grafico italiano.
Nel 1963 entra nello staff dei disegnatori della serie a fumetti di Diabolik, caratterizzandone graficamente i personaggi ideati dalle sorelle Giussani in modo definitivo, dando quindi un fondamentale contributo al successo del personaggio.

## Biografia
Dopo aver frequentato la Scuola d'Arte al Castello Sforzesco, fondò uno studio d’animazione senza praticamente avere esperienza nel campo per poi passare poco dopo a collaborare nel 1954 con i fratelli Pagot con i quali lavorerà circa un anno, assieme a una squadra di animatori; realizzando spot pubblicitari e cortometraggi; nel 1959 esordisce nel fumetto scrivendo e disegnando la breve serie Clint Due Colpi per le Edizioni Domai. Grazie all'esperienza maturata nel campo dell'animazione, nel 1963 la casa Astorina lo assume con l'incarico di uniformare i disegni della serie a fumetti di Diabolik ridefinendone la caratterizzazione grafica dei personaggi rispetto alle versioni precedenti su richiesta delle due autrici. Nell'albo d'esordio del 1963, l'episodio n.10 "L'impiccato", il personaggio protagonista non appare con le sue fattezze in quanto è sempre camuffato e quindi la prima storia dove disegnerà effettivamente anche il protagonista sarà nel numero successivo, "Trappola infernale"; con queste prime realizzazioni diede prova di capacità tali da ottenere la responsabilità grafica del personaggio. Su richiesta delle sorelle Giussani, si ispirò all'attore Robert Taylor per migliorarne la caratterizzazione grafica, ideando l'iconico sguardo del protagonista, caratterizzandone le tipiche movenze e la mimica facciale oltre a definirne il costume e la caratteristica maschera al posto del cappuccio informe degli esordi; questa caratterizzazione divenne il punto di riferimento per gli altri disegnatori.
Caratterizzerà anche i comprimari, come Ispettore Ginko, Eva Kant oltre a Altea di Vallemberg; per quest'ultimo si ispirerà all'attrice francese Capucine, molto famosa all'epoca. Anni dopo un suo disegno (rappresentante Diabolik che lancia il pugnale) verrà impiegato dalla stessa casa editrice Astorina come proprio logo. In quel tempo lavorerà particolarmente a fianco dei disegnatori Glauco Coretti e Armando Bonato, lavorando in coppia con entrambi realizzando storie poi divenute famose come Diabolik, chi sei?. Per la serie disegnerà sia storie che le copertine. Nella sua lunga collaborazione alla testata, ha realizzato sia i disegni a matita che le inchiostrature a china realizzando oltre di duecento episodi.
Nel frattempo, inizierà anche una collaborazione con il grafico e pittore Elio Silvestri, con il quale affitterà anche una stanza nella casa editrice per disegnare cartoni animati, campagne pubblicitarie, e illustrazioni; loro è il famoso personaggio del pulcino nero "Calimero" per la pubblicità della Miralanza su Carosello.
Nel 1979 lascerà "Diabolik" per dedicarsi alla grafica pubblicitaria, andrà a New York da un amico che ha aperto negli stati uniti un'agenzia pubblicitaria, decide di diventarne socio e di aprire a sua volta una succursale italiana, nominata inizialmente "Ronne Bonder Studio" poi diventata "Meta"; negli anni successivi lavora per agenzie italiane di pubblicità realizzando come grafico campagne per Ferrarelle, Collistar, Alitalia, Fernet Branca, e molte altre.
Nel 1998 rientra nello staff dei disegnatori di "Diabolik".
Dal 2009 inizia una intensa collaborazione con la galleria d'arte Spazio Papel di Milano, dove ogni anno vengono organizzate Mostre collettive e personali con le sue opere originali.
È morto il 13 agosto 2021, all'età di 89 anni.